# Klaus von Dohnanyi

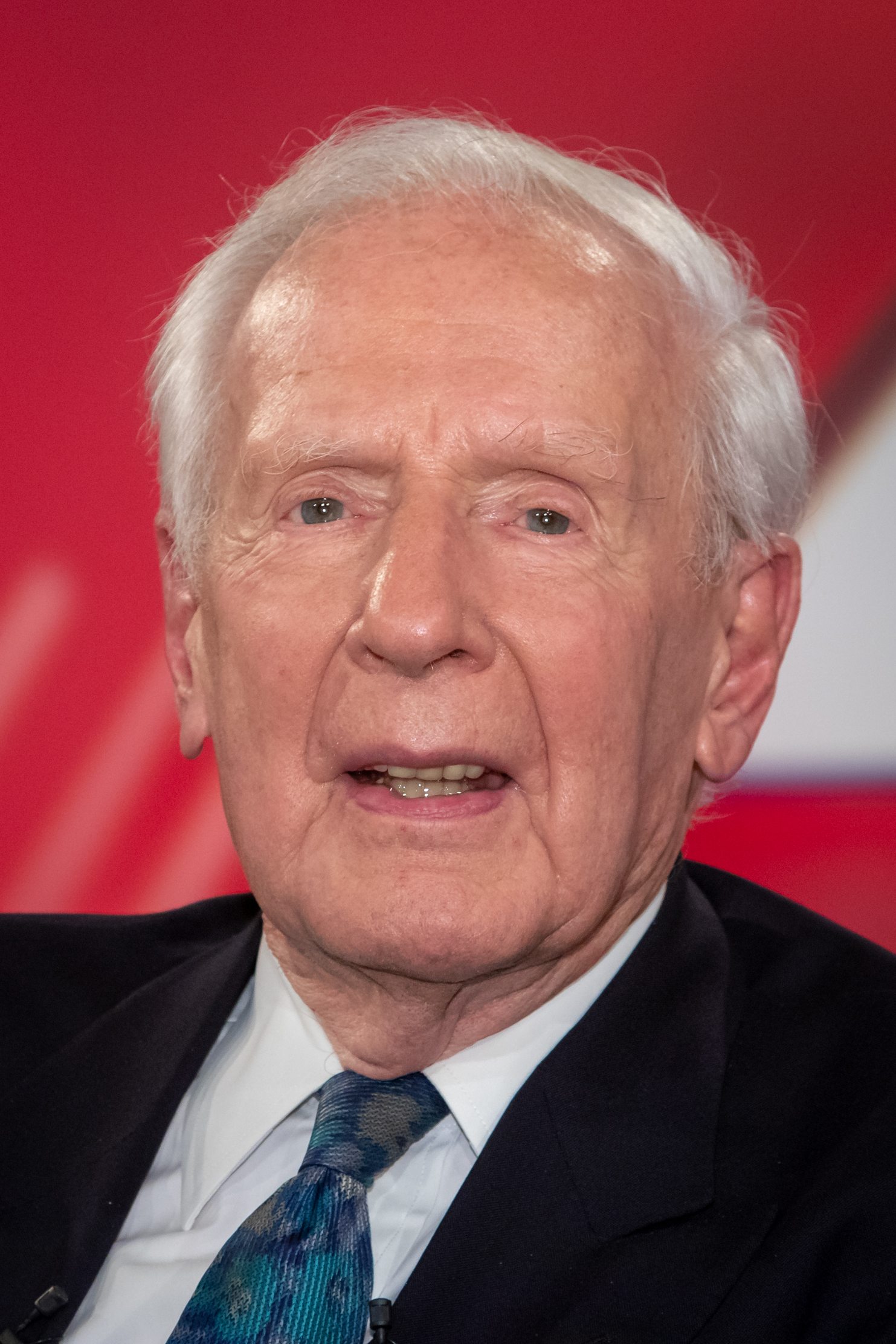
Klaus von Dohnanyi (2018)

Klaus Karl Anton von Dohnanyi [doˈnaːni] (* 23. Juni 1928 in Hamburg) ist ein deutscher Jurist und Politiker (SPD). Er war von 1972 bis 1974 Bundesminister für Bildung und Wissenschaft, von 1969 bis 1981 Mitglied des Deutschen Bundestags und von 1981 bis 1988 Erster Bürgermeister der Freien und Hansestadt Hamburg.

## Leben

### Herkunft
Klaus von Dohnanyi stammt aus der Familie von Dohnányi. Der Jurist Hans von Dohnanyi (1902–1945) war sein Vater, der ungarische Komponist Ernst von Dohnányi (1877–1960) sein Großvater. Seine Mutter Christine von Dohnanyi geb. Bonhoeffer (1903–1965) war eine Schwester des evangelischen Theologen und Widerstandskämpfers Dietrich Bonhoeffer (1906–1945).
Der Vater Hans von Dohnanyi arbeitete von 1929 bis 1938 im Reichsjustizministerium; seit 1934 hatte er Kontakt zu Kreisen des NS-Widerstandes. Er und seine Frau wurden am selben Tag (5. April 1943) verhaftet wie Dietrich Bonhoeffer. Hans von Dohnanyi wurde kurz vor Kriegsende im KZ Sachsenhausen ermordet, ebenfalls am selben Tag wie Bonhoeffer.
Klaus von Dohnanyi hatte eine ältere Schwester, Bärbel (1926–2016). Der Dirigent Christoph von Dohnányi (* 1929) ist sein jüngerer Bruder.
Dessen Sohn Justus von Dohnányi (* 1960) ist ein bekannter Schauspieler.

### Kindheit und Jugend
Klaus von Dohnanyi verbrachte die ersten zehn Jahre seines Lebens im Potsdamer Stadtteil Sacrow. Sein Vater wurde 1938 als Reichsgerichtsrat nach Leipzig versetzt. Von 1938 bis 1940 besuchte Klaus von Dohnanyi die Thomasschule zu Leipzig, von 1940 bis 1944 das Benediktinergymnasium Ettal und schließlich das Victoria-Gymnasium Potsdam.
Ab Herbst 1944 wurde er als 16-Jähriger dem Volkssturm zugeteilt, dann aber im November 1944 noch als „kriegsverwendungsfähig“ gemustert und im Januar des nächsten Jahres in ein Kampfbataillon des Reichsarbeitsdienstes nach Karstädt (Prignitz) einberufen. Kurz vor Kriegsende marschierte das Bataillon Richtung nordwestliches Mecklenburg und wurde um den 8. oder 9. Mai 1945 aufgelöst. Danach geriet er im Mai für wenige Tage in kanadische Gefangenschaft, bis er als Sohn eines Widerstandskämpfers aus der Kriegsgefangenschaft entlassen wurde.
Er übernachtete mit seinem Kameraden Nils Otto von Taube bei einer Gutsfamilie in Mecklenburg. Wegen des Vorrückens der Roten Armee überquerte er mit seinem Kameraden mit Hilfe eines Fischers die Elbe in einem Kahn. Danach fuhr er auf der Suche nach Informationen über seinen Vater auf einem Fahrrad nach Friedrichsbrunn im Harz, von dort nach Treysa in Nordhessen und weiter nach Frankfurt am Main und Wiesbaden zu den amerikanischen Truppen. Von dort begab er sich zum Gutshof der Familie Truchseß von Wetzhausen in Bundorf in Franken. Im Herbst fuhr er per Anhalter bzw. per Bus zum Birklehof, einem Ableger der Schule Schloss Salem, und traf dort seine Mutter. Von dort fuhr er mit seiner Mutter und den Geschwistern nach Windach, um die Schule in Sankt Ottilien zu besuchen. Er absolvierte 1946 sein Abitur am Benediktinerkloster St. Ottilien.

### Studium
Nach dem Abitur begann er 1946 ein Studium der Rechtswissenschaft an der Ludwig-Maximilians-Universität München, das er 1949 mit dem ersten juristischen Staatsexamen abschloss. 1949 wurde er magna cum laude mit der Dissertation Die Grundstücksteilung – Erscheinungsform und Rechtsfolgen nach geltendem Recht zum Dr. jur. promoviert.
Er studierte von 1950 bis 1951 mit zwei Stipendien in den USA an der Columbia und der Stanford University. 1953 erwarb er an der Yale University den zur damaligen Zeit noch nicht sehr verbreiteten Abschluss eines Bachelor of Laws (LL.B.).
1957 legte er das zweite juristische Staatsexamen ab.

### Berufstätigkeit
Von 1951 bis 1952 war er am Max-Planck-Institut für ausländisches und internationales Privatrecht in Tübingen und von 1952 bis 1953 als Assessor in einem amerikanischen Anwaltsbüro in New York City und bei den Ford-Werken in Detroit tätig. Ab 1954 arbeitete er als Volontär bei Ford in Köln, von 1956 an als Leiter der Planungsabteilung. Von 1960 bis 1968 war er geschäftsführender Gesellschafter und Leiter der Abteilung „Planung und Prognosen“ des Marktforschungsinstituts Infratest.
Von 1990 bis 1994 war Dohnanyi unter anderem als Beauftragter der Treuhandanstalt für die Privatisierung ostdeutscher Kombinate tätig, insbesondere beim Fördermaschinen- und Kranbauer TAKRAF in Leipzig.
Dohnanyi war Beiratsvorsitzender des Berliner Wirtschaftsverlages Wegweiser GmbH, Mitglied des Aufsichtsrates der Audi AG und der PrimaCom AG sowie  Aufsichtsratsvorsitzender der Design Bau AG und der Deutschen Schutzvereinigung für Wertpapierbesitz. Seit 2015 ist er Mitglied im Beraterstab des mittelständischen Consultinghauses Consileon.

### Politik

#### Partei

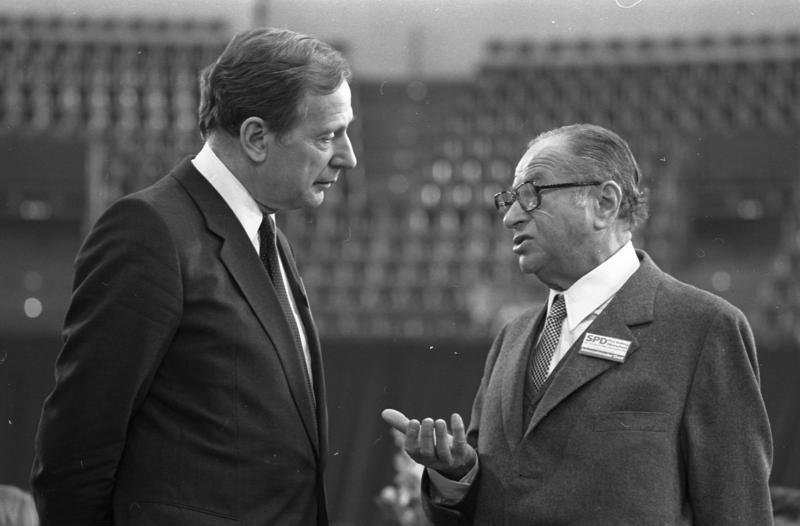
Klaus von Dohnanyi und Bruno Kreisky auf dem SPD-Parteitag (1982)

Dohnanyi ist seit 1957 Mitglied der SPD. 1979 wurde er zum Landesvorsitzenden der SPD in Rheinland-Pfalz gewählt. Als solcher führte er seine Partei als Spitzenkandidat in die Landtagswahl 1979, konnte sich jedoch nicht gegen Amtsinhaber Bernhard Vogel durchsetzen.
Nach seiner Wahl zum Hamburger Ersten Bürgermeister legte er seine Parteiämter in Rheinland-Pfalz nieder. Als Erster Bürgermeister führte er die SPD in die Bürgerschaftswahlkämpfe im Juni und Dezember 1982 sowie 1986 und 1987. Bei den Neuwahlen im Dezember 1982 und im Juni 1987 konnte er sich gegen seine CDU-Herausforderer Walther Leisler Kiep (1982) und Hartmut Perschau (1987) durchsetzen, nachdem die SPD bei den regulären Wahlen im Juni 1982 und im Dezember 1986 jeweils nur zweitstärkste Partei hinter der CDU geworden war und wegen der „Hamburger Verhältnisse“ keine ausreichende Parlamentsmehrheit für eine Senatsbildung zustande gekommen war.
Nach der Bundestagswahl 2017 sagte er in der Sendung Maischberger am 27. September 2017, er habe diesmal nicht die SPD gewählt. Das schlechte Abschneiden der SPD erklärte er damit, dass Martin Schulz als SPD-Vorsitzender ungeeignet sei, und forderte Schulz zum Rücktritt auf. Dabei betonte er seine persönliche Freundschaft mit Angela Merkel.

#### Abgeordneter
Von 1969 bis zu seiner Mandatsniederlegung am 24. Juni 1981 war Dohnanyi Mitglied des Deutschen Bundestages. Er zog stets über die Landesliste Rheinland-Pfalz in den Bundestag ein.
1979 wurde Dohnanyi in den rheinland-pfälzischen Landtag gewählt, legte das Mandat aber nach kurzer Zeit wieder nieder.

#### Öffentliche Ämter und Funktionen
Am 1. März 1968 trat Dohnanyi als beamteter Staatssekretär in das von Karl Schiller geleitete Bundesministerium für Wirtschaft ein. Dort war er bis zum 17. Oktober 1969 tätig und verhandelte unter anderem die deutsch-sowjetischen Röhren-Erdgas-Geschäfte in Moskau. Am 21. Oktober endete die Regierung Kiesinger (nach der Bundestagswahl 1969 waren SPD und FDP eine Koalition eingegangen).

Am 22. Oktober 1969 wurde er Parlamentarischer Staatssekretär im Bundesministerium für Bildung und Wissenschaft (Kabinett Brandt I). In dieser Funktion verkündete von Dohnanyi 1972 zur umstrittenen Schachtanlage Asse:

„Das Eindringen von Wasser kann mit an Sicherheit grenzender Wahrscheinlichkeit ausgeschlossen werden.“

Nach dem Rücktritt von Bildungsminister Hans Leussink wurde Dohnanyi am 15. März 1972 zu dessen Nachfolger ernannt.
Mit dem Rücktritt von Willy Brandt vom Amt des Bundeskanzlers am 7. Mai 1974 schied auch Dohnanyi am 16. Mai 1974 aus der Bundesregierung (Kabinett Brandt II) aus.

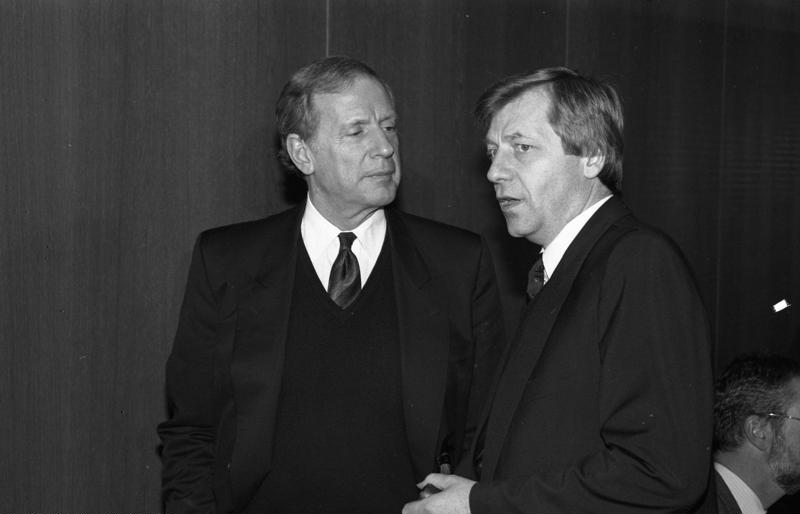
Klaus von Dohnanyi mit Eberhard Diepgen (1986)

Am 16. Dezember 1976 wurde er als Staatsminister ins Auswärtige Amt berufen, wo er zeitgleich mit Hildegard Hamm-Brücher unter Bundesaußenminister Hans-Dietrich Genscher (beide FDP) bis 1981 amtierte.
Am 24. Juni 1981 wurde Dohnanyi als Nachfolger von Hans-Ulrich Klose zum Ersten Bürgermeister der Freien und Hansestadt Hamburg gewählt und schied gleichzeitig aus dem Amt des Staatsministers im Auswärtigen Amt aus. Nach der Bürgerschaftswahl am 6. Juni 1982, bei der die SPD ihre absolute Mehrheit und einen Stimmenanteil von 8,8 Prozentpunkten verlor, aber aufgrund des erstmaligen Einzugs der Grün-Alternativen Liste (GAL) auch die CDU keine Mehrheit hatte, blieb er geschäftsführend im Amt. Eine Koalition mit der GAL schloss die SPD damals aus, die GAL wollte ihrerseits auch keine SPD-Alleinregierung tolerieren. Nach Selbstauflösung des Stadtparlaments bescherte die vorgezogene Neuwahl am 19. Dezember 1982 der SPD wieder eine absolute Mehrheit in der Bürgerschaft.
Bei der Hamburgischen Wahl im November 1986 erlitt die SPD wieder starke Verluste (minus 9,6 Prozentpunkte) und kam erneut nur auf den zweiten Platz hinter der CDU. Auch in dieser Zeit führte von Dohnanyi die Stadt- und Landesregierung interimsweise ohne eigene Mehrheit. Ähnlich wie schon 1982 scheiterten die Koalitionsverhandlungen, weshalb es wiederum zur Selbstauflösung der Bürgerschaft und einer Neuwahl am 17. Mai 1987 kam. Nach dieser bildete von Dohnanyi eine sozialliberale Koalition mit der FDP, die seinen vierten Senat trug.
Wegen innerparteilicher Machtintrigen und mangelnden politischen Spielraums trat Dohnanyi am 8. Juni 1988 vom Amt des Ersten Bürgermeisters zurück. In seine Amtszeit fielen unter anderem
- die Affäre um die lange Einkesselung von Antikernkraft-Demonstranten (sog. „Hamburger Kessel“),
- die friedliche Lösung des Hafenstraßenkonflikts – diese setzte er gemeinsam mit seinem Stellvertreter Ingo von Münch (FDP) gegen Widerstände in beiden Parteien durch,
- der Bau des Kernkraftwerks Brokdorf. Sein Vorgänger Klose war unter anderem zurückgetreten, weil er gegen den Bau des Kraftwerks war, sich aber nicht gegen Werner Staak, den Vorsitzenden der Hamburger SPD, durchsetzen konnte.[18]

Von 2003 bis 2004 war Dohnanyi Sprecher des Gesprächskreises Ost. Von 2009 bis 2014 leitete er den Mindestlohn-Ausschuss der Bundesregierung.
2011 war er Mitglied der Ethikkommission für eine sichere Energieversorgung.
Er ist der vom Lebensalter her älteste noch lebende ehemalige Landesregierungschef Deutschlands und zudem seit dem Tod von Oscar Schneider der älteste lebende Bundesminister a. D. Deutschlands, zudem ist er der letzte noch lebende Minister der ersten Bundesregierung unter Willy Brandt.

### Sonstige Tätigkeiten, Engagement

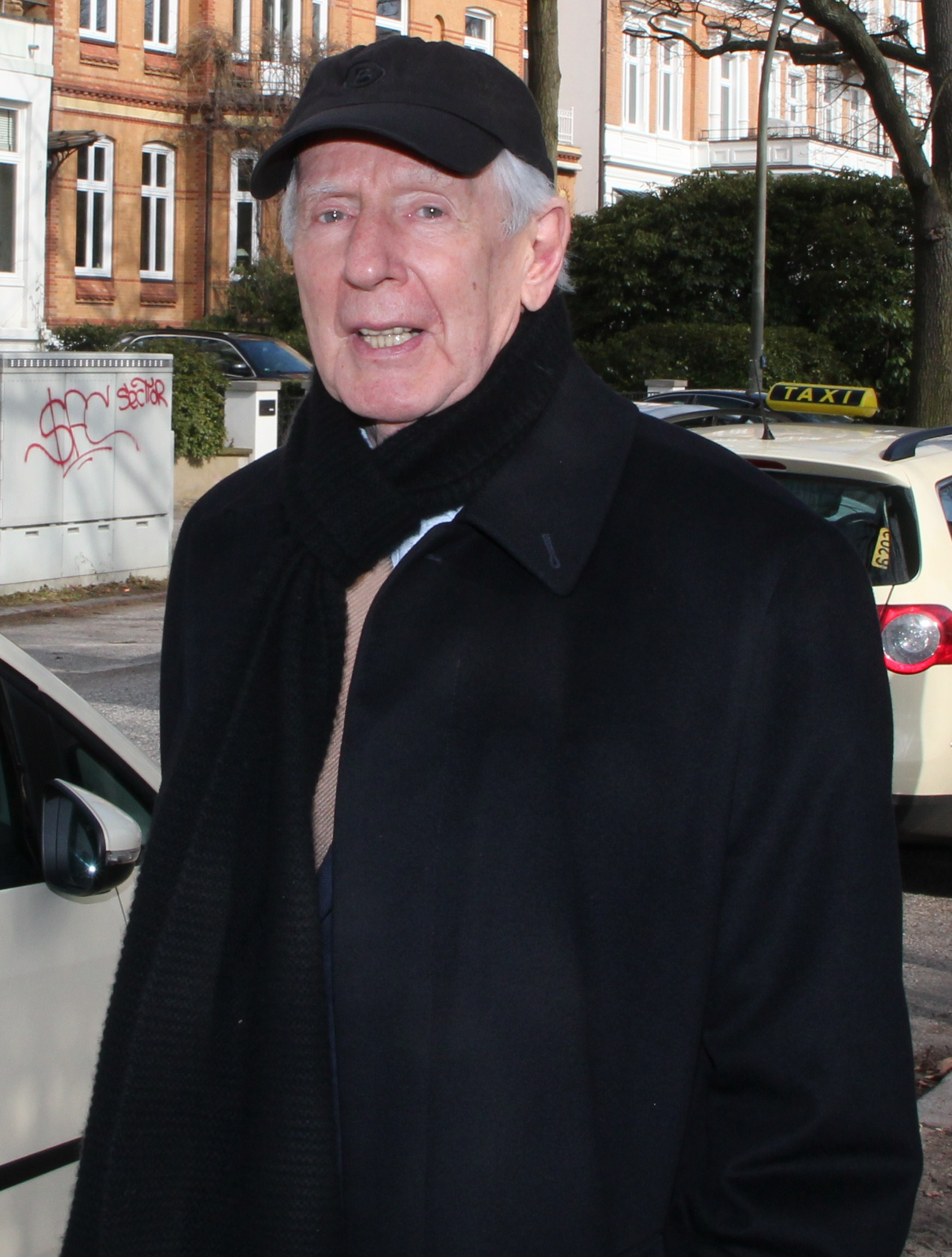
Klaus von Dohnanyi (2011)

1986 war er Gründer der Hamburger Stiftung für politisch Verfolgte. Er ist Gründungskommissar der Bucerius Law School in Hamburg.
Von 1989 bis 1998 gehörte Dohnanyi dem Beirat der gemeinnützigen Bertelsmann Stiftung an.
1997 sprach Dohnanyi anlässlich der Gedenkstunde zum Tag des Gedenkens an die Opfer des Nationalsozialismus vor dem Deutschen Bundestag.
Dohnanyi gehörte als stellvertretender Vorsitzender dem Konvent für Deutschland unter dem Vorsitz von Rupert Scholz an, einem überparteilichen Gremium, das unter anderem für eine Föderalismusreform in Deutschland eintrat.
Zudem war er Kurator der Initiative Neue Soziale Marktwirtschaft. Im Jahr 2010 war er der federführende Schlichter im Tarifkonflikt bei der Lufthansa.
Dohnanyi ist Mitglied der Atlantik-Brücke und der Deutschen Gesellschaft für Auswärtige Politik.
Dohnanyi ist der einzige noch lebende Minister des Kabinetts Brandt I, damit auch der dienstälteste noch lebende Bundesminister, sowie seit dem Tod von Oscar Schneider Ende 2024 auch der vom Lebensalter älteste noch lebende Bundesminister a. D.
Im Juli 2024 gab er bekannt, das Bündnis Sahra Wagenknecht wegen dessen Haltung zum Russisch-Ukrainischen Krieg zu unterstützen. Er wolle aber Mitglied in der SPD bleiben.
Nach dem Überfall auf die Ukraine behielt Dohnanyi seine Auffassung zur Mitschuld des Westens bei, lehnte die Sanktionspolitik ab und trat für eine Verhandlungslösung ein.

### Privates
1951 heiratete er Renée Illing (1926–1958), eine Tochter des Journalisten und Schriftstellers Werner Illing. Sie war Kinderbuch-Illustratorin und starb an einem Gehirntumor. Aus dieser Ehe ging 1952 der Sohn Johannes hervor, ein deutsch-amerikanischer Journalist und Schriftsteller, der 2005 in die Cicero-Affäre verwickelt war.
Seine zweite Ehe führte er mit der Psychotherapeutin Christa Seidel geb. Groß, die einer Heidelberger Kaufmannsfamilie entstammte. In dieser Ehe wurde die Künstlerin Babette von Dohnanyi (* 1966) geboren; außerdem wurde Jakob von Dohnanyi (* 1961) adoptiert, welcher als Architekt arbeitet.
Seit 1996 ist von Dohnanyi mit der Schriftstellerin Ulla Hahn verheiratet.

## Nationale Interessen, 2022
In seiner Streitschrift, dem Spiegel-Bestseller Nationale Interessen. Orientierung für deutsche und europäische Politik in Zeiten globaler Umbrüche, im Januar 2022 vor dem russischen Überfall auf die Ukraine beim Siedler Verlag veröffentlicht, vertritt Dohnanyi den Standpunkt, werteorientierte Außenpolitik mit Sanktionen gegenüber totalitären Ländern sei immer wirkungslos gewesen und bleibe es. Außenpolitik müsse sich stärker an den wesentlichen nationalen Interessen und an realistischen Möglichkeiten orientieren. Dabei sei zu berücksichtigen, dass die USA auch aus innenpolitischen Gründen und in der geografischen Distanz ganz andere und entgegengesetzte Interessen haben als Europa und Deutschland. „Ziel deutscher und europäischer Politik müsse es ... sein, Europa endlich von seiner ‚Illusion der Freundschaft‘ mit den Vereinigten Staaten zu befreien und als souveränen Partner ‚allianzneutral‘ in der Weltpolitik zu positionieren.“

## Ehrungen
- 1973: Bürgermedaille der Stadt Passau
- 1988: Theodor-Heuss-Medaille der Theodor-Heuss-Stiftung (Laudatio: Hildegard Hamm-Brücher)
- 1990: Goldmedaille „Distinguished Leadership and Service for Humanity“ der B’nai B’rith
- 1993: Verdienstorden des Landes Rheinland-Pfalz
- 1996: Mitglied im Club of Rome
- 2003: Bürgermeister-Stolten-Medaille der Freien und Hansestadt Hamburg
- 2004: Kasseler Bürgerpreis Das Glas der Vernunft
- 2007: Hanns Martin Schleyer-Preis
- 2014: Heinz Herbert Karry-Preis

## Werke
- Brief an die Deutschen Demokratischen Revolutionäre. München 1990, ISBN 978-3-378-00428-3[32]
- Das deutsche Wagnis. Droemer Knaur, München 1990, ISBN 978-3-426-26495-9.
- Notenbankkredit an den Staat?: Beiträge und Stellungnahmen zu dem Vorschlag, öffentliche Investitionen mit zins- und tilgungsfreien Notenbankkrediten zu finanzieren. Klaus von Dohnanyi (Hrsg.). [Willi Albers ...]. 1. Aufl., Nomos Verlagsgesellschaft, Baden-Baden 1986. (Schriften zur monetären Ökonomie; 22), ISBN 3-7890-1214-9.
- Nationale Interessen. Orientierung für deutsche und europäische Politik in Zeiten globaler Umbrüche. Siedler Verlag, München 2022, ISBN 978-3-8275-0154-7.
  - Neuauflage von Nationale Interessen. Orientierung für deutsche und europäische Politik in Zeiten globaler Umbrüche. Siedler Verlag, München 2025, ISBN 978-3-8275-0208-7 (mit einem Vorwort zur aktuellen deutschen bzw. europäischen Russland-Politik, S. 9 bis 60).